# Atti e memorie della Società istriana di archeologia e storia patria
Die Atti e memorie della Società istriana di archeologia e storia patria (AMSI) stellen eine historische Fachzeitschrift dar, die 1884 gegründet wurde, um sich mit der Geschichte der Halbinsel Istrien im äußersten Norden der Adria zu befassen. Darin finden sich neben Darstellungen auch Editionen bedeutender Quellen, sowie, wie üblich bei Fachzeitschriften, Rezensionen zu zahlreichen, das Gebiet und seine Geschichte berührenden Publikationen.
Zunächst erschien die Zeitschrift des 1884 in Parenzo gegründeten Vereins am Vereinssitz, dann 1927 in Pola. Nach dem Zweiten Weltkrieg wurde die Zeitschrift ab 1949 in Venedig fortgesetzt, ab 1969 in Triest. Verantwortlicher Direktor ist, Stand 2024, Claudio Zaccaria.